# قصر أمينة هانم إلهامي
قصر الأميرة أمينة هانم إلهامي أو فندق توفيق بالاس أو ما يعرف قصر الخديوي توفيق وهو حالياً المدرسة الثانوية التجارية بنات وما يعرف بين الناس ساريا أمينة هانم هو قصر ملك الأميرة أمينة إلهامي زوجة الخديوي توفيق أنشأ عام 1303هـ / 1886م، وبعد حريق قصر عابدين عام 1891م أقام الخديوي توفيق أقامه كاملة في هذا القصر حتى ينتهي ترميم قصر عابدين ليكون مقر حكم مصر، وتوفي الخديوي توفيق في هذا القصر سنة 1892 م ودفن في قبة أفندينا التى تقع على طريق الاوتوستراد.

## أمينة إلهامي
هي أمينة هانم بنت الهامي باشا بن الخديوي عباس حلمي الأول المشهوره بأم المحسنين وزوجة الخديوي توفيق ولم يتزوج غيرها حتي وفاته، وكانت وقت زواجها تبلغ من العمر 15 سنة
وكانت أمينة هانم والدة الخديوي عباس حلمي الثاني و الأمير محمد علي توفيق والأميرة خديجة التى كان لها قصر في حلوان (قصر الأميرة خديجة) استخدام القصر كمبنى لرئاسة حي حلوان الي أن تحول إلي مركز ثقافي.
وقد أوقفت أمينة هانم حياتها واهتمامها وتبرعاتها على العمل العام وكفالة المساكين والمرضى في الجمعيات الخيرية فلُقّبت بـلقب «أم المحسنين». كما عُرفت بسيدة التعليم الأولى في مصر، حيث أنشأت عام 1911م ما يُعرف بالمدارس الإلهامية الصناعية الزخرفية، لإحياء الفن الإسلامي، وكانت تدعم كل من لديه موهبة في هذا النوع من الفن، بالإضافة لإنشائها للمدارس الإلهامية الإبتدائية للبنات، والإلهامية الثانوية للبنين، والإلهامية الصناعية، والإلهامية لتعليم التطريز الفرعوني والإسلامي في الأثاث والزخارف، وأرسلت العديد من البعثات الدراسية على نفقتها الخاصة حيث خصص لها الخديوي 600 كيس من النقود سنويا مصروف شخصي، كانت تنفقها جميعا على المدارس المصرية.
توفيت في إسطنبول سنة 1931م , أحضر جثمانها ابنها الأمير محمد علي توفيق ودفنت الى جوار زوجها في الضريح المشهور بقبة أفندينا على طريق الاوتوستراد
حزن عليها المصريون حزنا شديداً وأعلن حدادا ملكيا عليها لمدة 20 يوما 

## تاريخ
كان الخديوي توفيق مهتما بحلوان خصوصًا فلم يبني فقط الفندق مجاورا لقصر زوجته ولكن بنى أيضاً فندقاً اخر لاستيعاب الاعداد الوافده للاستشفاء في حلوان وبنى كازينو حلوان للترفيه عن سكان حلوان من الأجانب والمصريين
كان الخديوي توفيق حريصا على الذهاب إلى حلوان مرتين في الشهر وكان يرسل كل يوم جمعة فرقة الموسيقى الخديوية للعزف في الحدائق وأمام الفنادق وبعد حرق قصر عابدين سنه 1891 م أقام الخديوي توفيق أقامه كاملة في ساريا أمينة هانم حتى يتم الفراغ من ترميم عابدين.
وفي يناير سنة 1892م توفي الخديوي توفيق بسراي حلوان ونقل جثمانه بالقطار إلى قصر عابدين ثم دفن بقبة العفيفي قبة أفندينا .

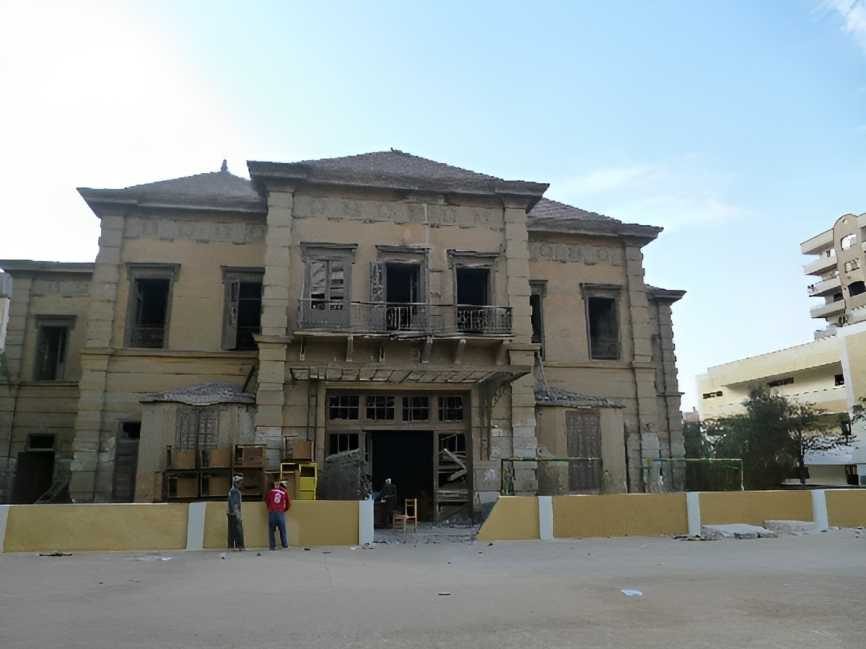
سور المدرسة يغطي القصر 2019

## ساريا أمينة هانم
سراي أمينة هانم 1303هـ / 1886م
وللمرة الثانية مصر تحكم من حلوان فبعد أن نقل عبد العزيز بن مروان حوالي سنة 690م مقر الحكم لحلوان، أقام الخديوي توفيق بسراي حلوان واتخذها مقرا للحكم بعد احتراق سراي عابدين سنة 1891م وكذلك مقرا لمجلس النظار (الوزراء) ومكث بها حتى أعيد ترميم قصر عابدين.
أما السراي فتشير الوثائق أنها ملكا لزوجته أمينة هانم إلهامي إبنة إبراهيم إلهامي إبن عباس حلمي الأول والتي لقبت بأم المحسنين، وتكلف بناؤها 600 جنيه ذهب.
شيدت السراي سنة 1886م على الطراز الأوروبي شمال حلوان وحدودها شوارع مسجد عزام شمالا- إسماعيل كامل جنوبا- راغب باشا شرقا- عبد الله باشا غربا وهى عبارة عن مبنيين الحرملك يتكون من دورين ومغطى بسقف جمالوني، والسلاملك يتكون من دور مسروق (تحت مستوى الأرض) ودور واحد أعلى الأرض يقع في الركن الجنوبي الشرقي، وكان يحيط بالسراي سور من الحجر يعلوه حديد مشغول به ثلاثة مداخل الرئيسي هو الشرقي (على شارع راغب)، ثم تحولت هذه السراي فيما بعد إلى فندق.
أما جنوب السراي فشيدت مباني خدمية ملحقة بالسراي عبارة عن أماكن مبيت للمستخدمين ومطبخ وعربخانة (إسطبل) وكانت محاطة بسور من حجر الدبش واندثرت وأصبح مكانها المدرسة الثانوية الميكانيكية.
بنيت محطة قطار خاصة بالقصر وتم ربطها بخط سكة حديد من محطة حلوان وخط آخر إلى قصر جدته قصر الوالدة باشا لينتقل الخديوي إليها بسهولة .

## أبعاد القصر والتكاليف

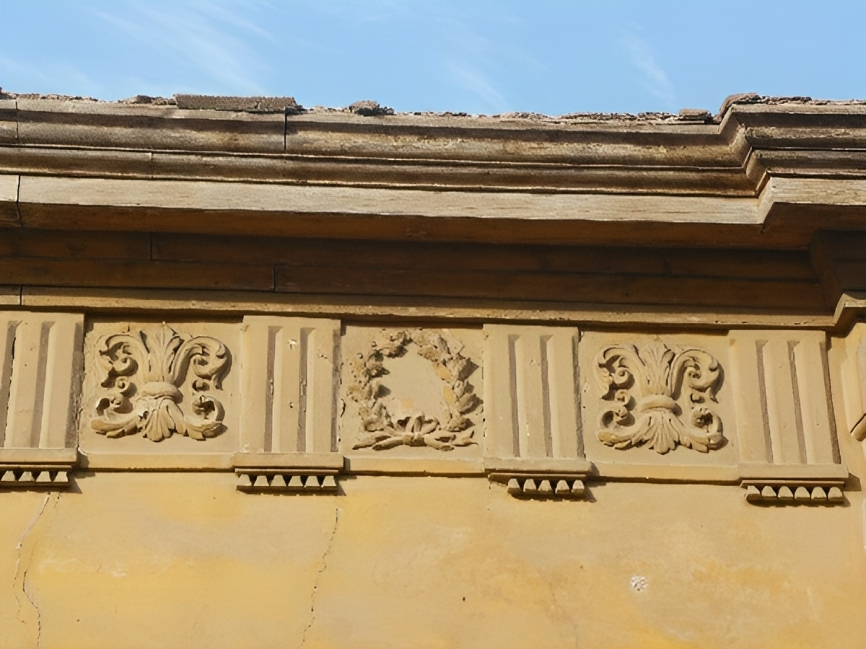
نقوش التي مازالت بحالاتها الأصلية

كانت المساحة التي كانت تحيطها اسوار السرايا 9838 متر مربع وبني على مساحة 1448 متر مربع والباقي حدائق تحيط بالمباني، اشترت أمينة هانم الأرض ب 6000 ج ذهب وتكلفة المبانى التى اقامتها على الأرض 150 جنيه من الذهب، القصر مكون من مبنيين الحرملك والسلاملك عدا المباني الملحقة لإقامة الخدم و المطابخ والإسطبلات وكل تلك المبانى اختفت وهدمت ولم يتبق غير جزء من الحرملك وجزء من السلاملك 

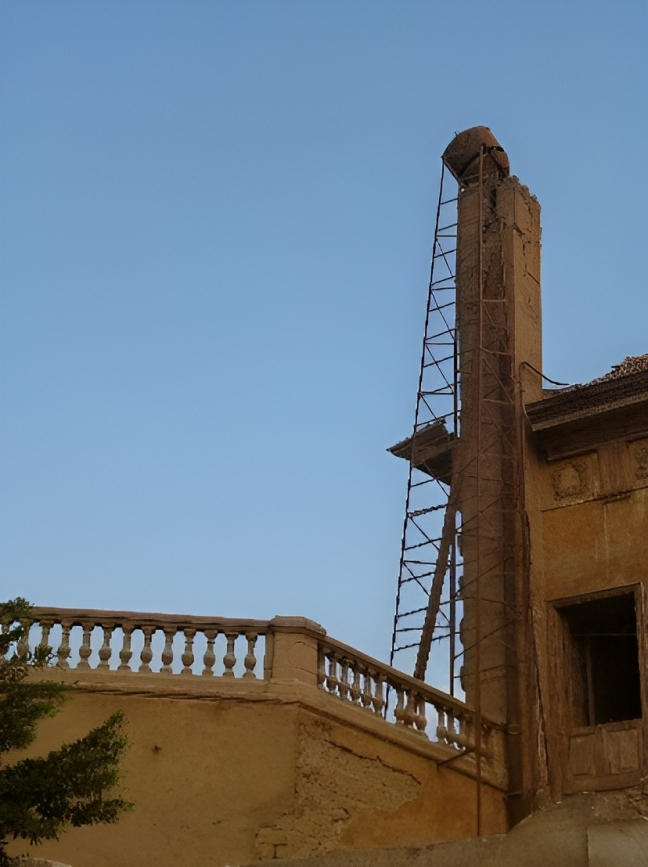
جزء من الحرملك

الحرملك: يتكون من دورين عدا البدروم وله سقف جمالوني وهو مبني على طراز معماري كلاسيكي يتضح فيه التأثر بمباني عصر النهضه في أوروبا

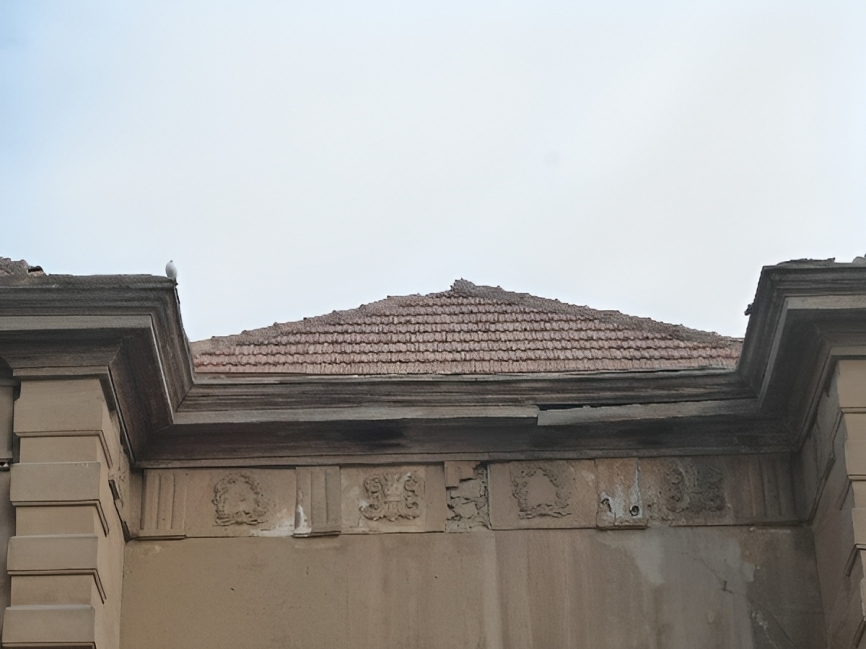
جزء من السلاملك

السلاملك فمبني من دور واحد و بدروم

## فندق توفيق بالاس

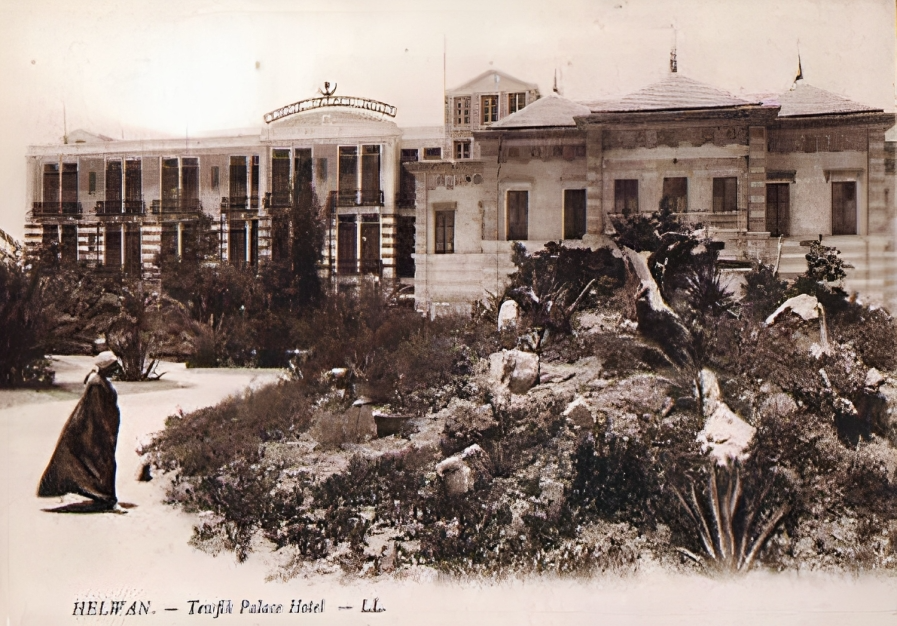
فندق توفيق بلاس وقصر أمينة

ظل قصر الخديوي توفيق بحلوان مهجورا بعد وفاته سنة 1892م حتى اشتراه طبيب فندق مينا هاوس الدكتور "بنتلي" وحوله إلى فندق، افتتح آواخر القرن التاسع عشر بعد إضافة مبنى جديد (ليس له أثر حاليا) يتكون من ثلاثة أدوار في الركن الجنوبي الغربي من الفناء كما أضيف ملعب للتنس، وكان يمتاز الفندق بأنه علي مقربة من محطة القطار وكذلك قربة من ملاعب الجولف وميدان سباق الخيل.
في عام 1911م آلت ملكية الفندق لشركة الحياة التي أسسها النبيل الروسي البارون "يوهان فون كنوب" ليصبح تحت نفس إدارة فندق الحياة ومعهد زاندر، جدده وتطوره وأصبح مفتوحا على مدار العام وليس في موسم الشتاء فقط وزود بنظام تدفئة مركزية وخصص سيارة أمنيبوس لخدمة النزلاء.
من أهم مديري الفندق الألماني "هرجل" والذي أصبح فيما بعد أول مالك لفندق ناشيونال الشهير بوسط البلد (هدم جزء منه وحل محله مول طلعت حرب).
كانت لفندق توفيق بالاس شهرة واسعة وكان من ضمن الفنادق الكبرى الأربعة بحلوان بجانب فنادق الحمامات وجراند أوتيل والحياة، ونزل به العديد من الشخصيات العامة أشهرهم الموسيقية الإنجليزية صاحبة الأعمال الأوركسترالية إثيل سميث حيث لها صورة بتراس الفندق سنة 1914م .

## القصر حالياً

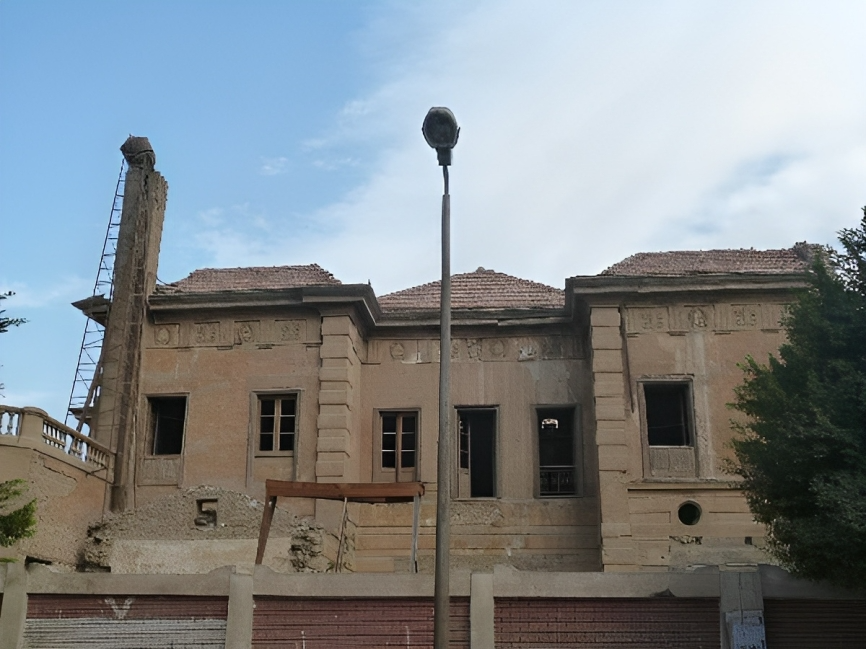
القصر داخل أسوار المدرسة

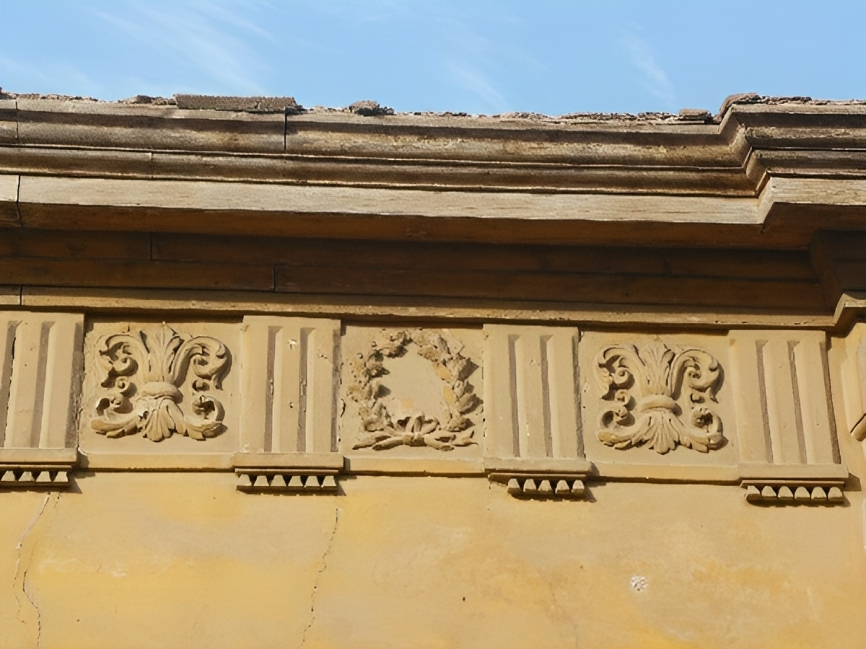
صوره توضح جمال زخارف القصر التى تحيط بأعلى حوائط القصر

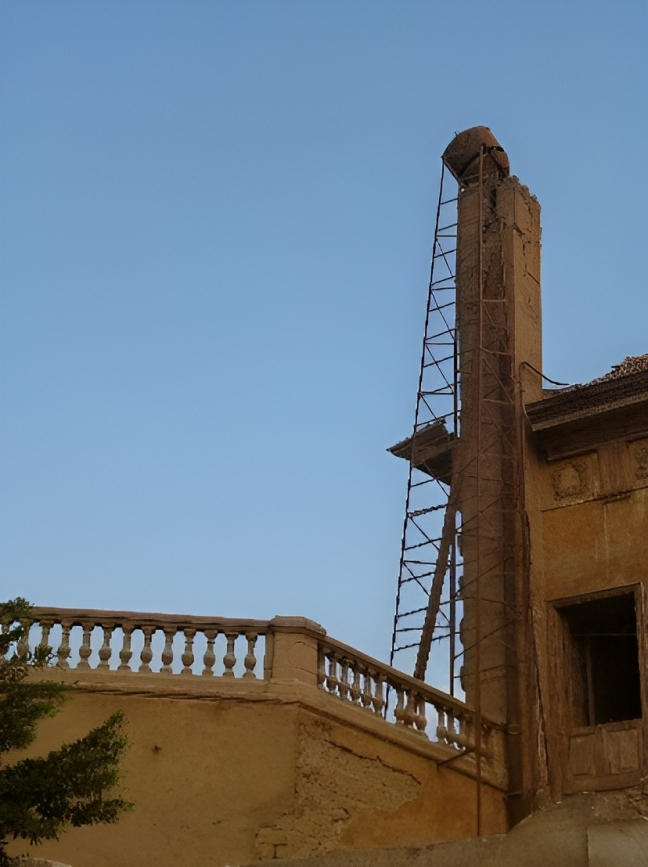
ماتبقى من الزخارف النحاسية أعلى السطح الجمالوني للحرملك

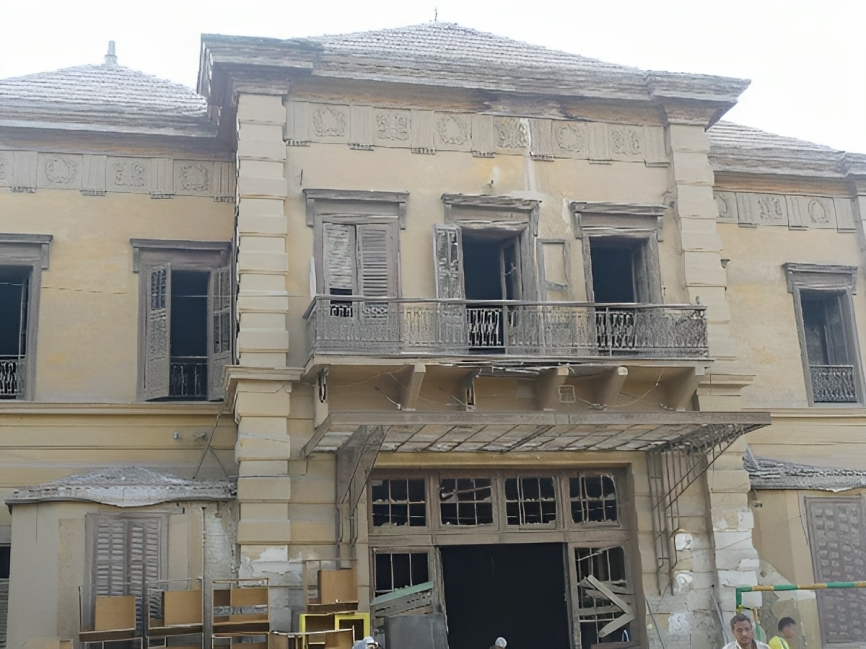
واجهة الحرملك ونرى بوضوح الشرفه الرئيسيه محموله على كوابيل من الخشب

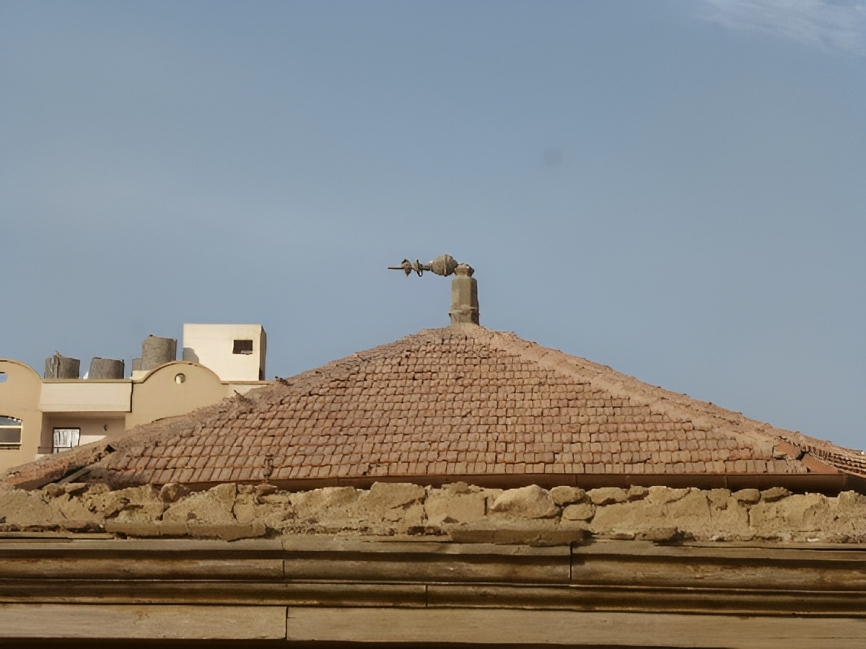
السقف الجاملونى والحلية النحاسية

يذكر أن المبني الصغير الذي يقع على شارع عبد الله في الستينيات من القرن الماضي كان مدرسة القس ماس الاسحاقي حتي هلاك المبني وتحول إلى مدرسة المستقلة بشارع شريف. استخدام مبني القصر لتصبح أول مدرسة ثانوية للبنين داخل حلوان قبل بناء مدرسة صلاح سالم الثانوية ، ويطل القصر من جهة شارع إسماعيل كامل على مبني يربطة نفق بالقصر وهو إسطبل الخيول والعرابات الملكية الخاصة بالخديوى في ذلك الوقت والذي أصبح بعد ذلك مدرسة حلوان الثانوية الصناعية بنين . عوضاً عن عدم تسجيل القصر في التراث المعماري أو كأثر تاريخي حتي الآن.

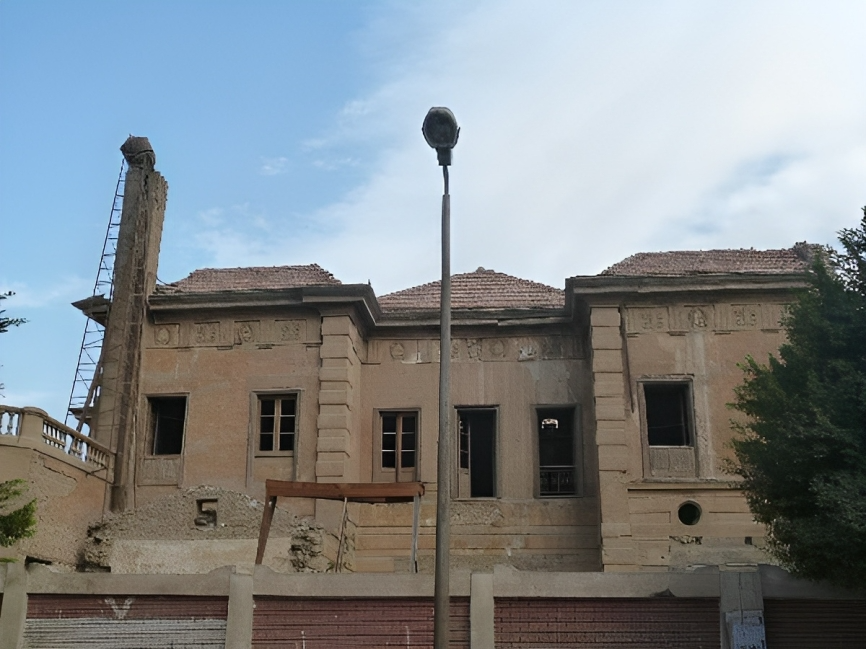
يضم الحرملك المدرسة فتكاد تخفيه تماماً عن المارة واختفى جزء من الحرملك،أما ماتبقى منه فهو مهجور تسكنه الوطاوطة والثعابين مما يهدد سلامة الطلاب

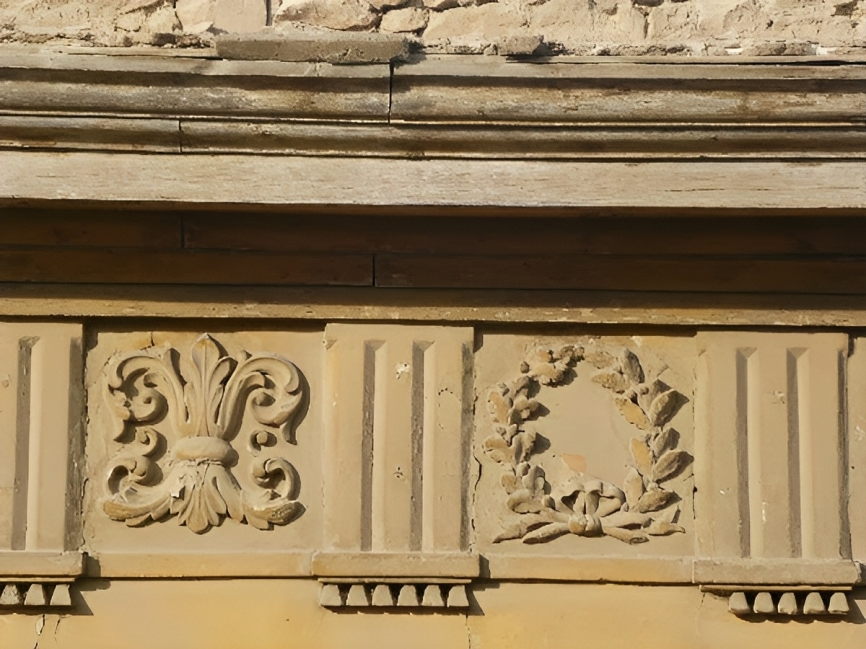
السقف الجمالون للحرملك وبعض الزخارف في شريط عرضي تحت السقف واعلى الحوائط

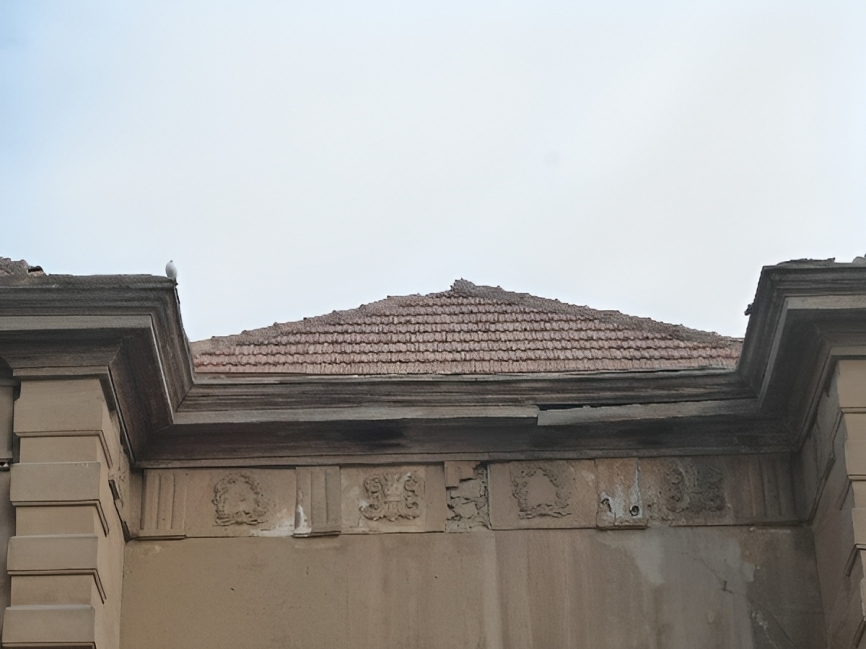
مدخنه الحرملك والشقوق بها ظاهره والجزء النحاسي أوشك على السقوط

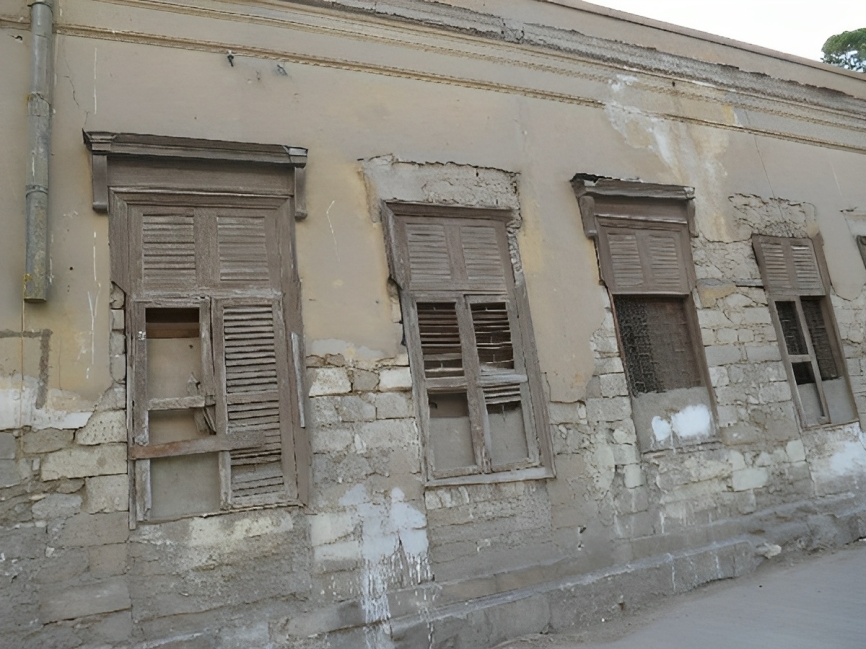
اختفاء معظم شبابيك القصر الخشبيهة وكسر الزجاج

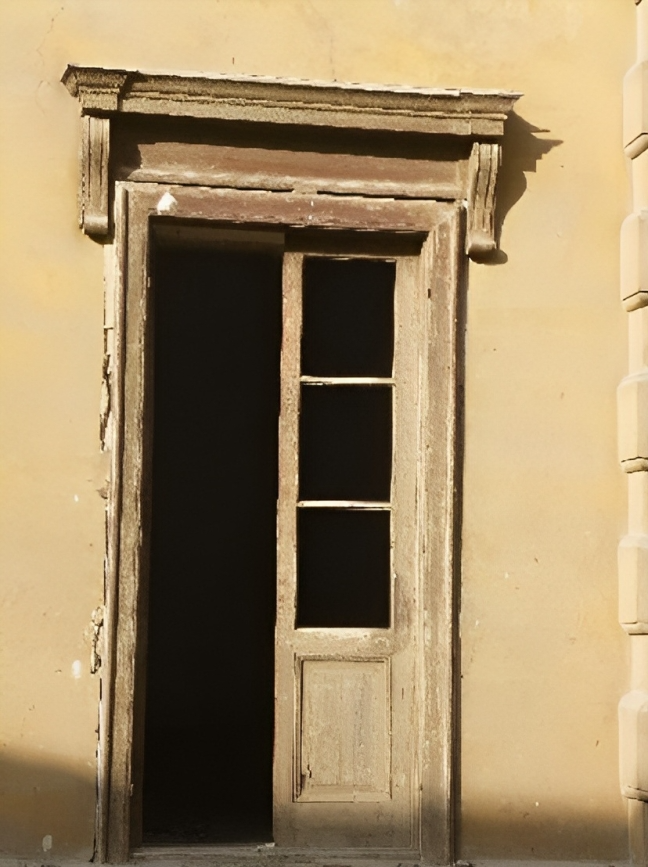
ماتبقى من بعض أبواب القصر

## معرض الصور

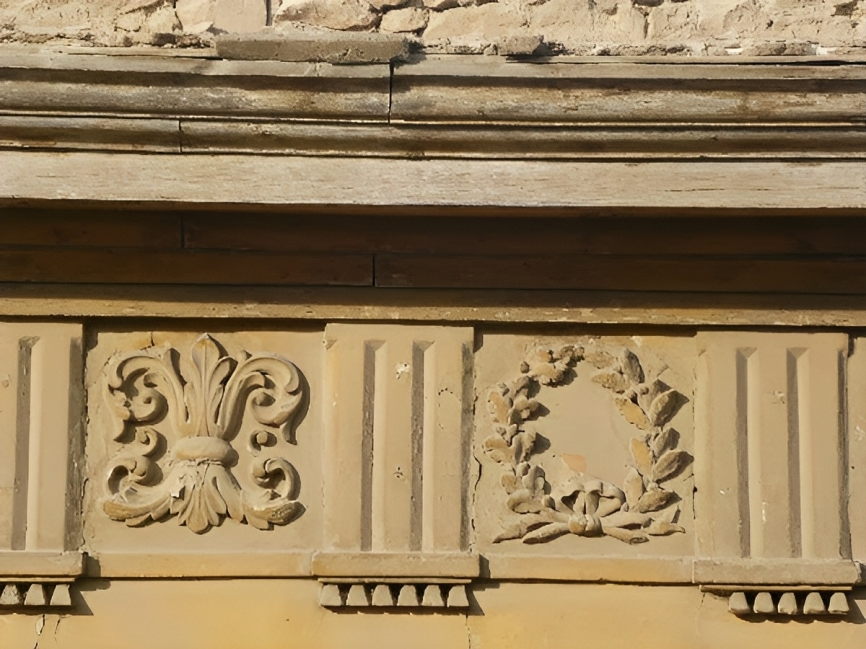
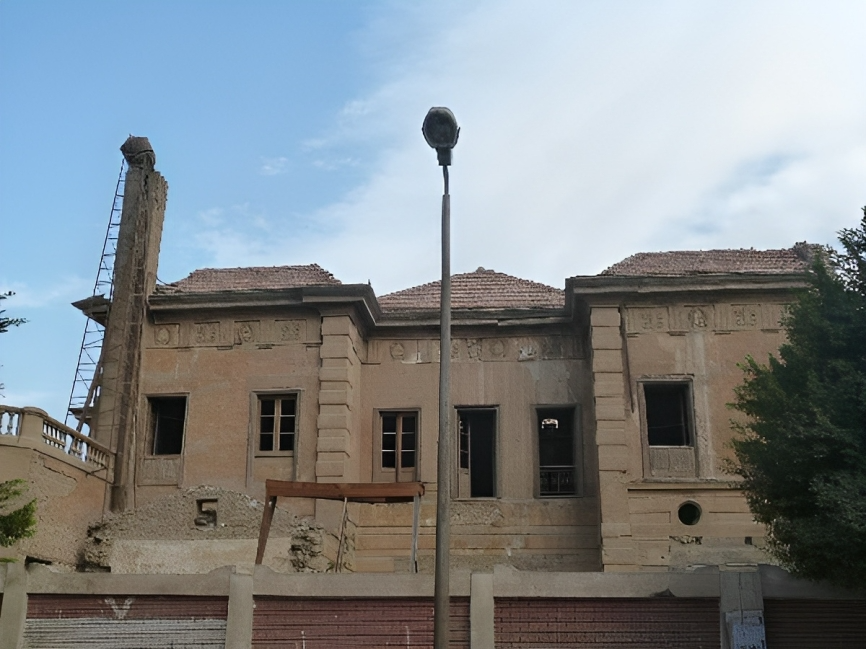
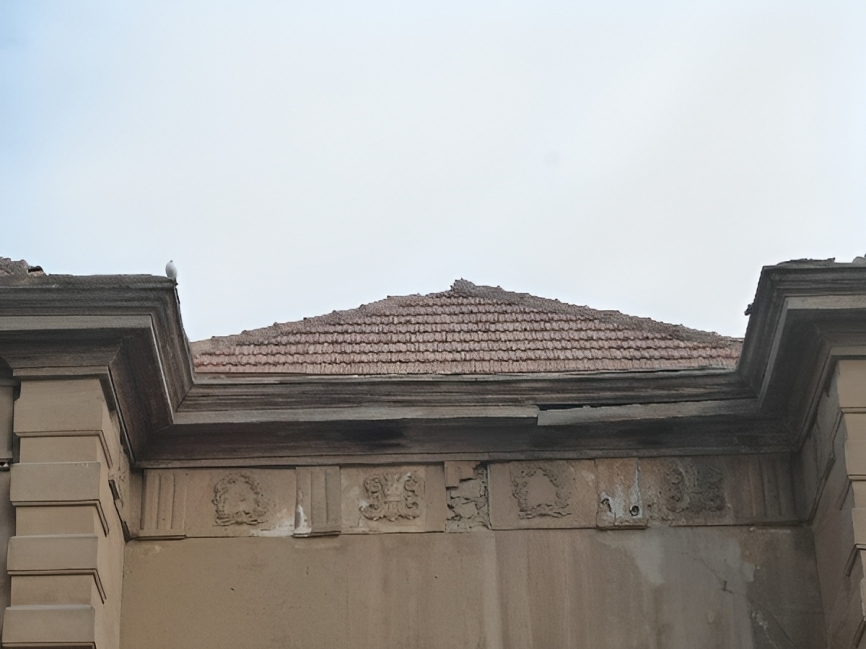
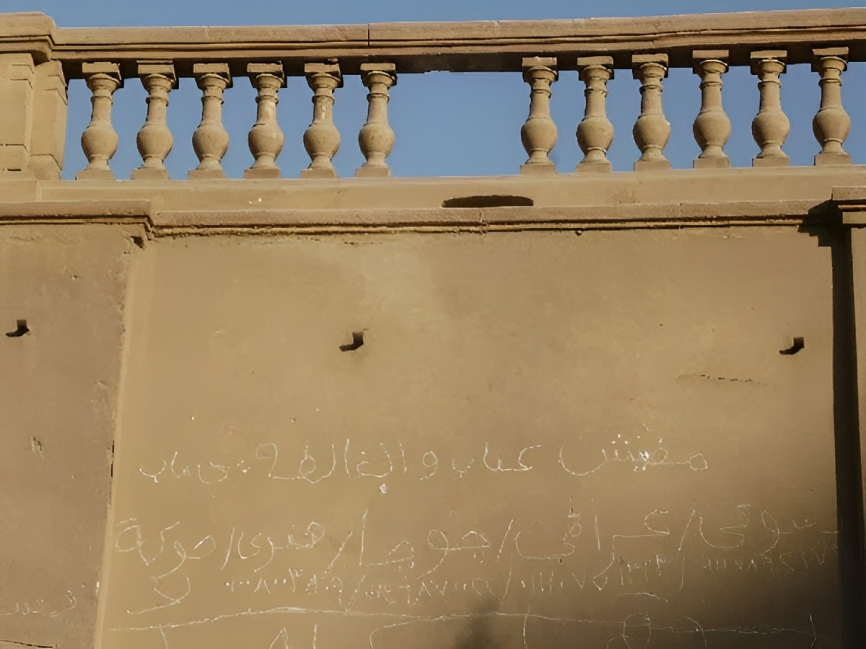
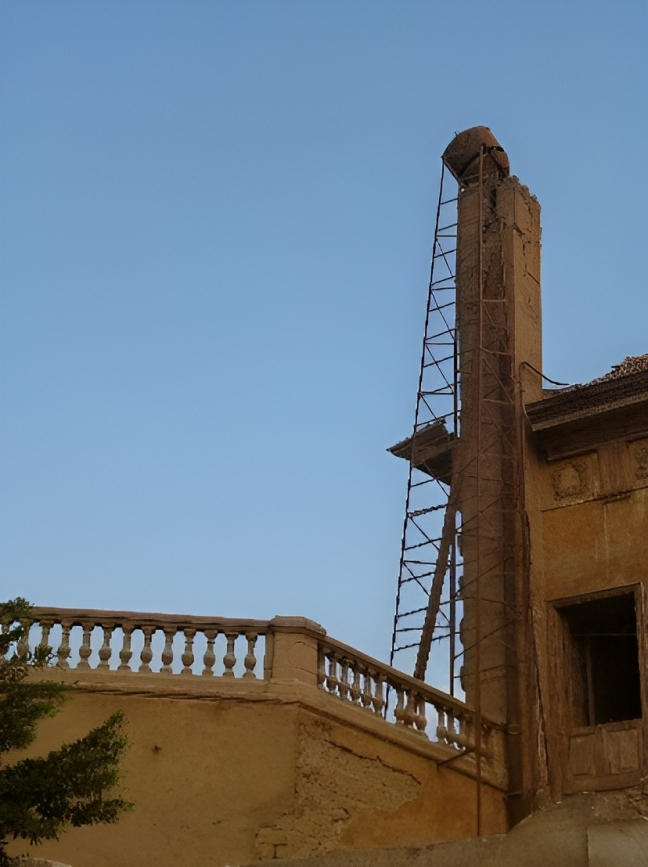
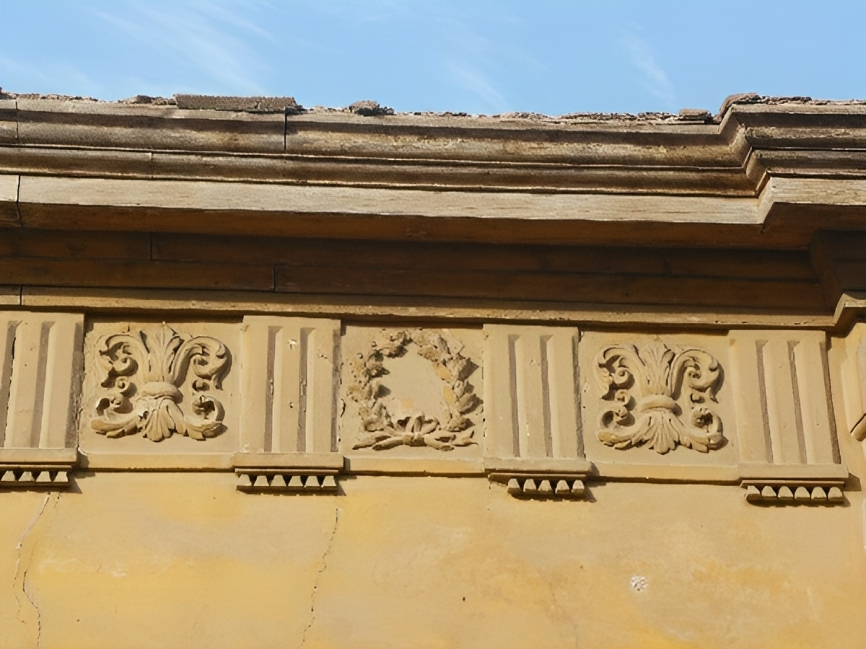